# El cavernícola
El cavernícola (Caveman) es una película coproducción estadounidense-mexicana del género de comedia slapstick, escrita y dirigida por Carl Gottlieb. Fue estrenada en 1981. Los actores principales son Ringo Starr, John Matuszak, Dennis Quaid, Barbara Bach y Shelley Long.

## Sinopsis
Atouk (Ringo Starr)
es uno de los miembros más débiles del clan liderado por Tonda (John Matuszak). Atouk es un cavernícola pequeño, aficionado a la invención (ha desarrollado una versión primitiva de la rueda) que sufre los abusos de Tonda y su grupo de malvados compinches. Sin embargo, vive secretamente enamorado de la compañera de Tonda, Lana (Barbara Bach), quien se aprovecha de este amor para conseguir que Atouk le provea de comida cuando nadie más tiene.
Durante una campaña de recolección de frutos, un dinosaurio ataca al grupo, lesionando en la acción a Lar (Dennis Quaid) quien queda con la pierna izquierda torcida sobre la derecha, y comiéndose a Noota. Tonda entonces destierra a Lar del clan y lo condena a vagar en solitario. Eventualmente Atouk también es desterrado del grupo, reencontrándose con su amigo Lar.
En su andar van encontrando a otros cavernícolas que han sido apartados de sus respectivos grupos por ser diferentes. Encuentran primero a Tala (Shelley Long) y a su padre Gog (Jack Gilford) que es ciego. Tala se enamora inmediatamente de Atouk, pero éste sólo tiene ojos para Lana. 
La película transcurre entre los enredos de la nueva tribu de Atouk contra la tribu de Tonda, hasta llegar a la confrontación final, en la cual, obviamente sale triunfador Atouk, tomando por pareja a Tala y desbandando a Tonda y a Lana. El grupo cuenta con encuentros permanentes con los dinosaurios hambrientos, y rescata a Lar de una "Inmediaciones en la Edad de Hielo", donde se encuentran con un el abominable hombre de las nieves.
Si bien se trata de una película clase B, cumple su cometido al tener extrañas situaciones como una lucha contra una libélula gigante, el robo de un huevo de dinosaurio que es cocido en un géiser, el descubrimiento del fuego y de la comida cocinada, además del descubrimiento de la música. Como en todas las películas de supuesta recreación de la prehistoria, se habla una jerga incomprensible.

## Localizaciones
La película fue filmada en varias localizaciones de México, exteriores en el parque nacional Sierra de Órganos a 15 minutos del municipio de Sombrerete en el estado de Zacatecas, así como en los estudios "Churubusco Azteca" en la Ciudad de México (actualmente convertidos en Centro Nacional de las Artes CENART).

## Elenco
- Ringo Starr - Atouk
- Dennis Quaid - Lar
- Shelley Long - Tala
- John Matuszak - Tonda
- Barbara Bach - Lana
- Jack Gilford - Gog
- Cork Hubbert - Ta
- Mark King - Ruck
- Paco Morayta - Flok
- Evan C. Kim - Nook
- Ed Greenberg - Kalta
- Carl Lumbly - Bork
- Jack Scalici - Folg
- Erika Carlsson - Compañera de Folg
- Gigi Vorgan - Hija menor de Folg
- Sara López Sierra - Hija mayor de Folg
- Esteban Valdez - Hijo mayor de Folg
- Juan Ancona Figueroa - Hijo menor de Folg
- Juan Omar Ortiz - Hijo menor de Folg
- Anaís de Melo - Meeka
- Avery Schreiber - Ock
- Miguel Ángel Fuentes - Grot
- Tere Álvarez - Compañera de Ock
- Ana de Sade - Compañera de Grot
- Gerardo Zepeda - Boola
- Héctor Moreno - Noota
- Pamela Gual - Compañera de Noota